# Atyria dubia
Atyria dubia là một loài bướm đêm trong họ Geometridae.